# Anatoma lyra
Anatoma lyra är en snäckart som först beskrevs av S. S. Berry 1947.  Anatoma lyra ingår i släktet Anatoma och familjen Scissurellidae. Inga underarter finns listade i Catalogue of Life.